# Reederei Karl Gross
Die Reederei Karl Gross war eine deutsche Reederei mit Sitz in Brake. 

## Geschichte

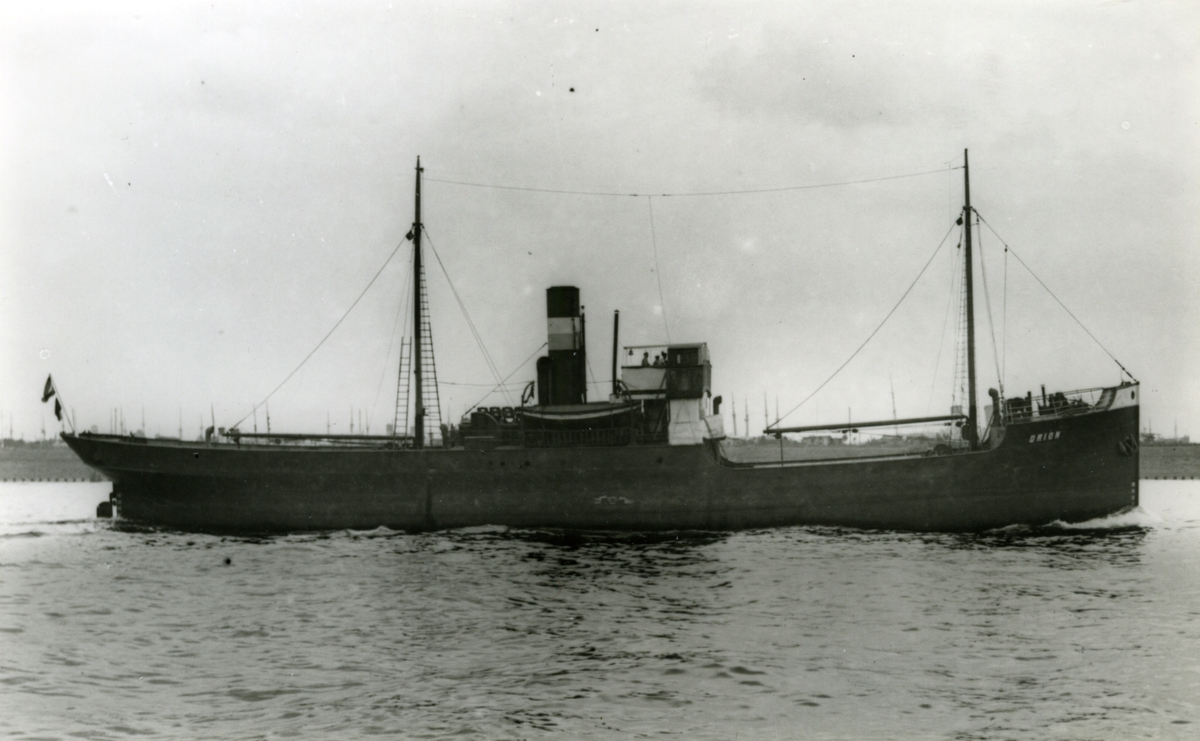
Die 1937 erworbene Franz Ohlrogge unter ihrem alten Namen Orion

Am 15. Mai 1876 gründete Karl Gross in Brake/Unterweser unter seinem Namen eine Firma, die sich zunächst auf das Holzhandelsgeschäft konzentrierte. Die Schwerpunkte der Tätigkeit verlagerten sich wenige Jahre nach der Gründung auf die Spedition, Schiffsmaklerei und Reederei.
Karl Dietrich Adolf Gross absolvierte in Brake die Seejunker- und Schiffsjungenschule und diente in der Deutschen Flotte als Seejunker, seine Schwester Caroline heiratete den ersten deutschen Admiral, Karl Rudolf Brommy, der viele Jahre im Dienste der griechischen Marine war. Auf diese Verbindung gehen die Symbole der Kontorflagge zurück.
Das erste Schiff, die 1917 gebaute Franz Ohlrogge, wurde 1937 in Dienst gestellt. Im Jahr 1938 folgte der 1894 gebaute Dampfer Adele Ohlrogge und 1940 die 1908 gebaute Erich Ohlrogge. Als einziges Schiff überstand die Franz Ohlrogge den Zweiten Weltkrieg. Sie wurde im Februar 1955 in Bremerhaven verschrottet.
Nach Kriegsende kaufte die Reederei 1950 den Dampfer Erich, ehemals Akka von der Atlas-Levante-Linie Bremen und 1950 den Dampfer Adele, ehemals Lafian von der African & Eastern Trading Ltd.
Ab 1952 kamen mehrere Frachtschiffe hinzu:
- 1952 Else – Nordseewerke Emden[3] (IMO-Nr. 5337068)
- 1954 Walter – Rickmers-Werft Bremerhaven (IMO-Nr. 5385613)
- 1955 Gertrud – Nordseewerke Emden (IMO-Nr. 5138864)
- 1955 Regine – Stapellauf 1941 als Frachtdampfer Atlas bei den Nordseewerken Emden, Fertigstellung 1948 durch Howaldtswerke Kiel (IMO-Nr. 5292232)
- 1956 Franz Ohlrogge (II) – Rickmers-Werft Bremerhaven (IMO-Nr. 5133981)
- 1957 Adele Ohlrogge (II) – 1937 vom Bremer Vulkan als Hermion gebaut (IMO-Nr. 5002510)
- 1957 Erika – AG Weser – Seebeck-Werft (IMO-Nr. 5105453)

1964 verkaufte die Reederei Karl Gross die Walter und die Erika an die Atlas-Levante-Linie (ALL) in Bremen und gab ihre Beteiligung an der ALL auf. Damit einher ging der Verkauf eines großen Teiles der eigenen Flotte.
Bis 1973 betrieb die Reederei Karl Gross noch den Frachter Regine im Hamburg-Süd-Charter. Das Schiff verblieb nach einem Motorschaden zunächst als Auflieger in Bremerhaven und traf am 11. Mai 1976 zum Abbruch in Santander ein.
Danach gab das Unternehmen Karl Gross den Reedereibetrieb ganz auf und befasste sich nur noch mit Spedition, Lagerei und anderen Geschäftsfeldern.

## Galerie

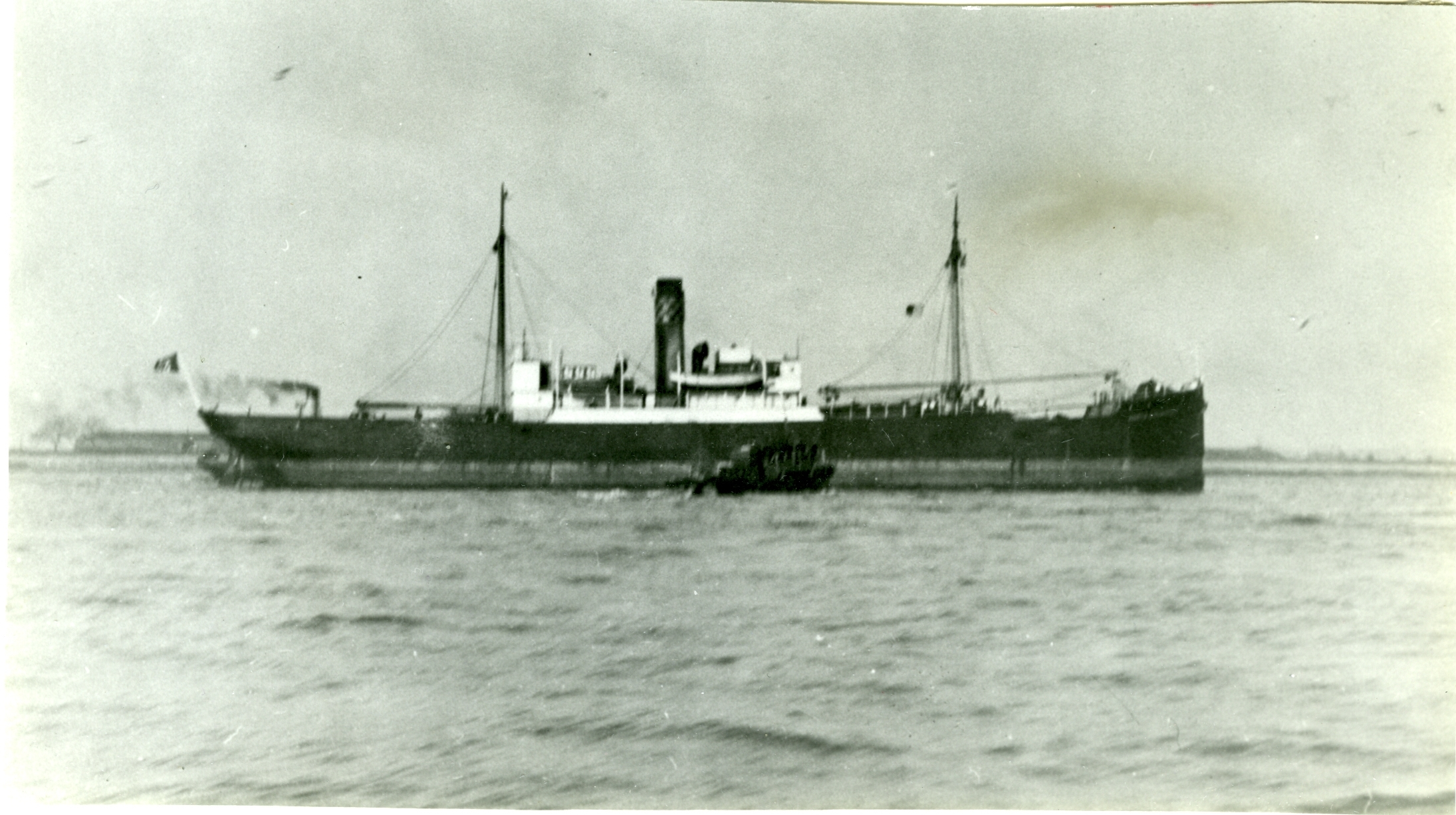
Die erste Adele Ohlrogge lief am 27. Februar 1941 auf eine Seemine
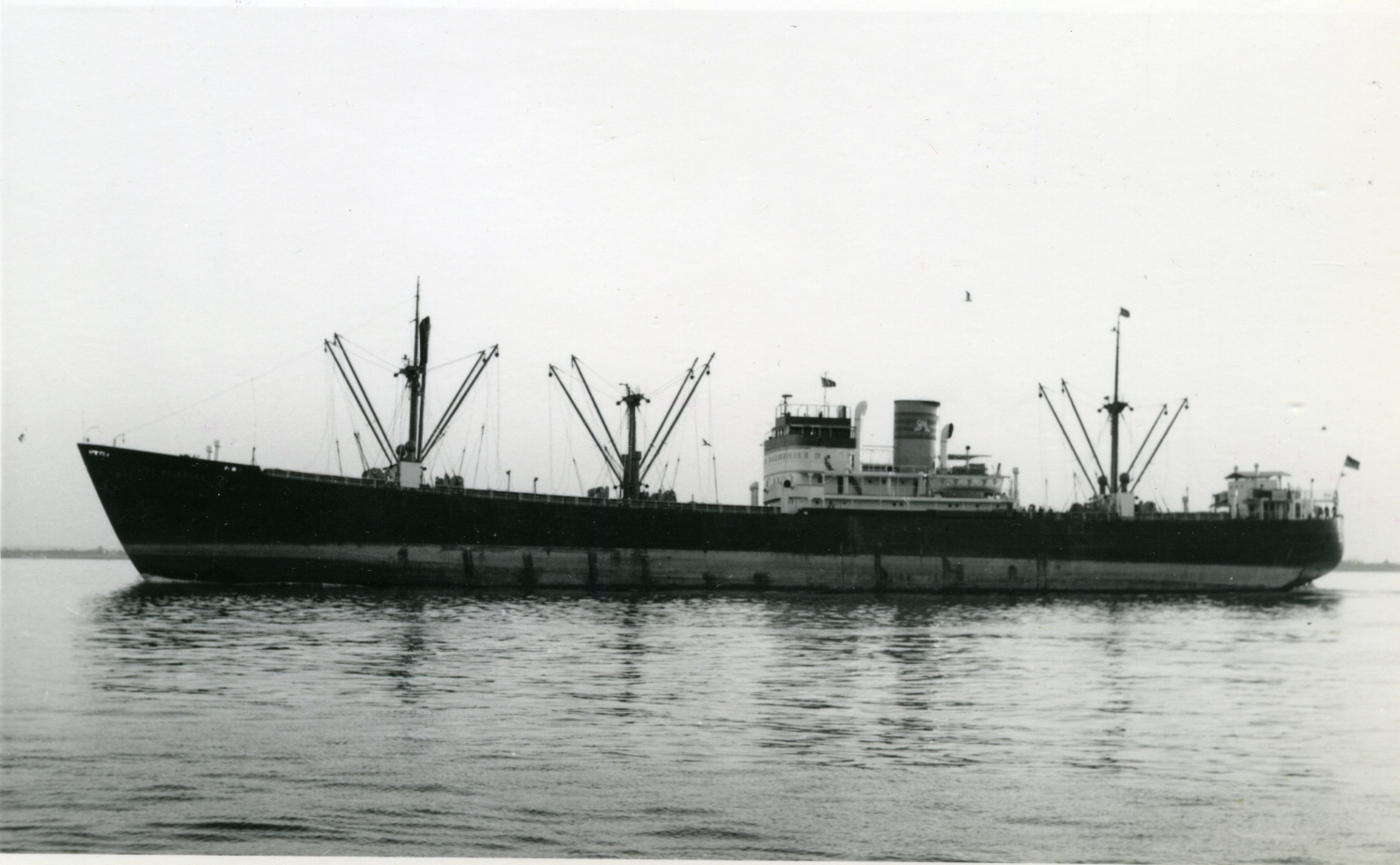
Die 1957 erworbene Adele Ohlrogge (II)
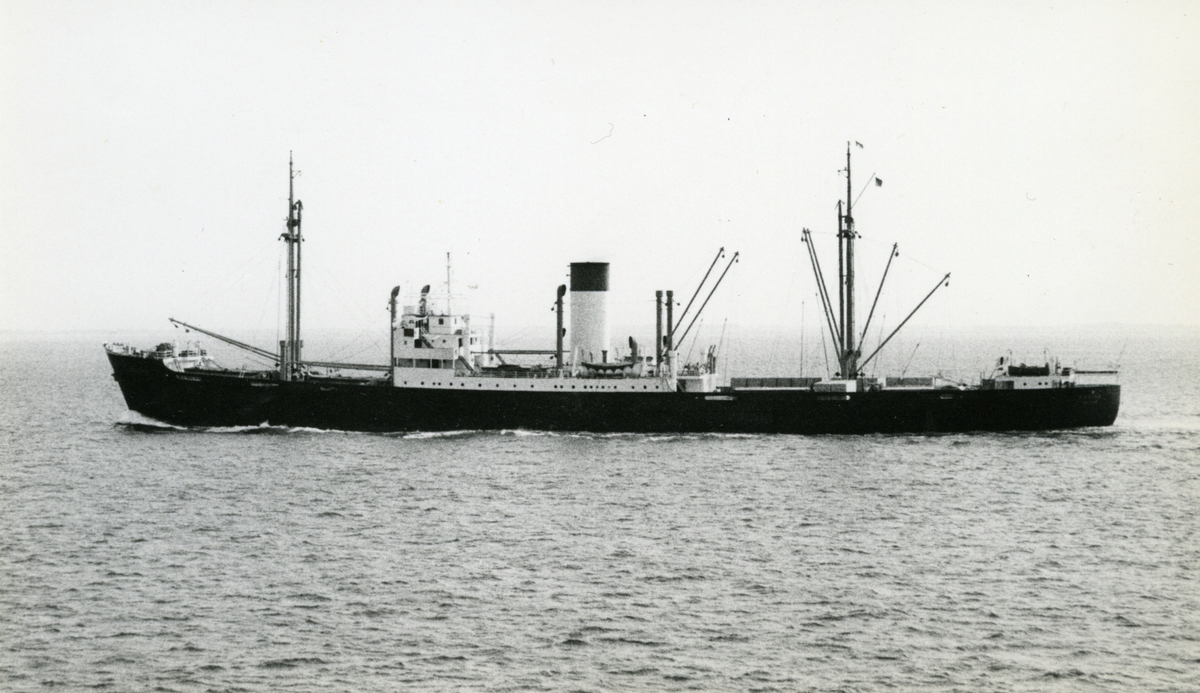
Die 1976 abgebrochene Regine war das letzte Schiff der Reederei